# چیس

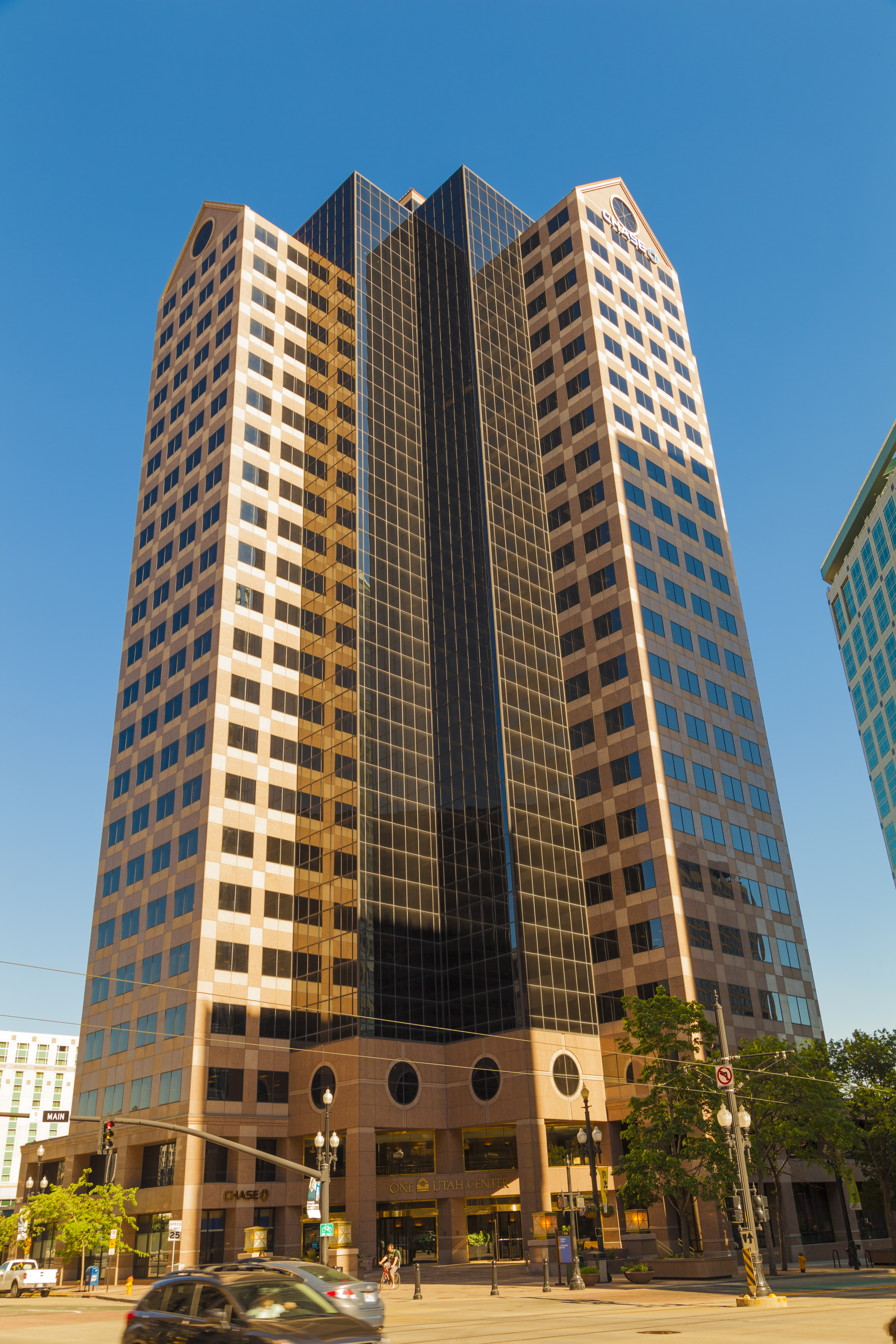
شعبه یوتا چیس، در یلت لیک سیتی، یوتا

چیس (به انگلیسی: Chase) بانکی کشوری است، که از بانک‌های مصرفی و بانکداری تجاری شرکت چندملیتی جی‌پی مورگان چیس می‌باشد. این بانک تا زمان ادغام با جی.پی. مورگان اند کو. در سال ۲۰۰۰ بانک منهتن چیس خوانده می‌شد.
از سال ۲۰۰۴ و زمان ادغام آن با بنک وان، مقر این بانک در شیکاگو قرار دارد. جی‌پی مورگان چیس در سال ۲۰۱۲ میلادی ۲۶۰٬۹۶۵ کارمند داشته و در بیش از ۸۵ کشور جهان فعالیت می‌کرده‌است.
جی‌پی مورگان چیس از طریق شرکت تابعش، چیس یکی از چهار بانک بزرگ ایالات متحده است.
چیس بیش از ۵۱۰۰ شعبه و ۱۷۰۰۰ دستگاه خودپرداز در سراسر کشور ارائه می‌دهد. JPMorgan Chase & Co دارای ۲۵۰۳۵۵ کارمند (تا سال ۲۰۱۶) است و در بیش از ۱۰۰ کشور فعالیت می‌کند. JPMorgan Chase & Co در سال ۲۰۲۲ دارایی ۳٫۳۱ تریلیون دلاری داشت که آن را به بزرگترین بانک در ایالات متحده و همچنین بانک با بیشترین شعبه در ایالات متحده و تنها بانک با حضور در ایالات متحده تبدیل می‌کند. تمام ایالات متحده به هم پیوسته. JPMorgan Chase، از طریق زیرمجموعه چیس، یکی از چهار بانک بزرگ ایالات متحده است.